# Cleveland Barons (1976–1978)
Die Cleveland Barons (IPA: [ˈkliːvlənd b'ærəns]) waren ein professionelles Eishockeyteam in der National Hockey League (NHL), das von 1976 bis 1978 in Richfield in der Nähe von Cleveland, Ohio spielte. 

## Geschichte

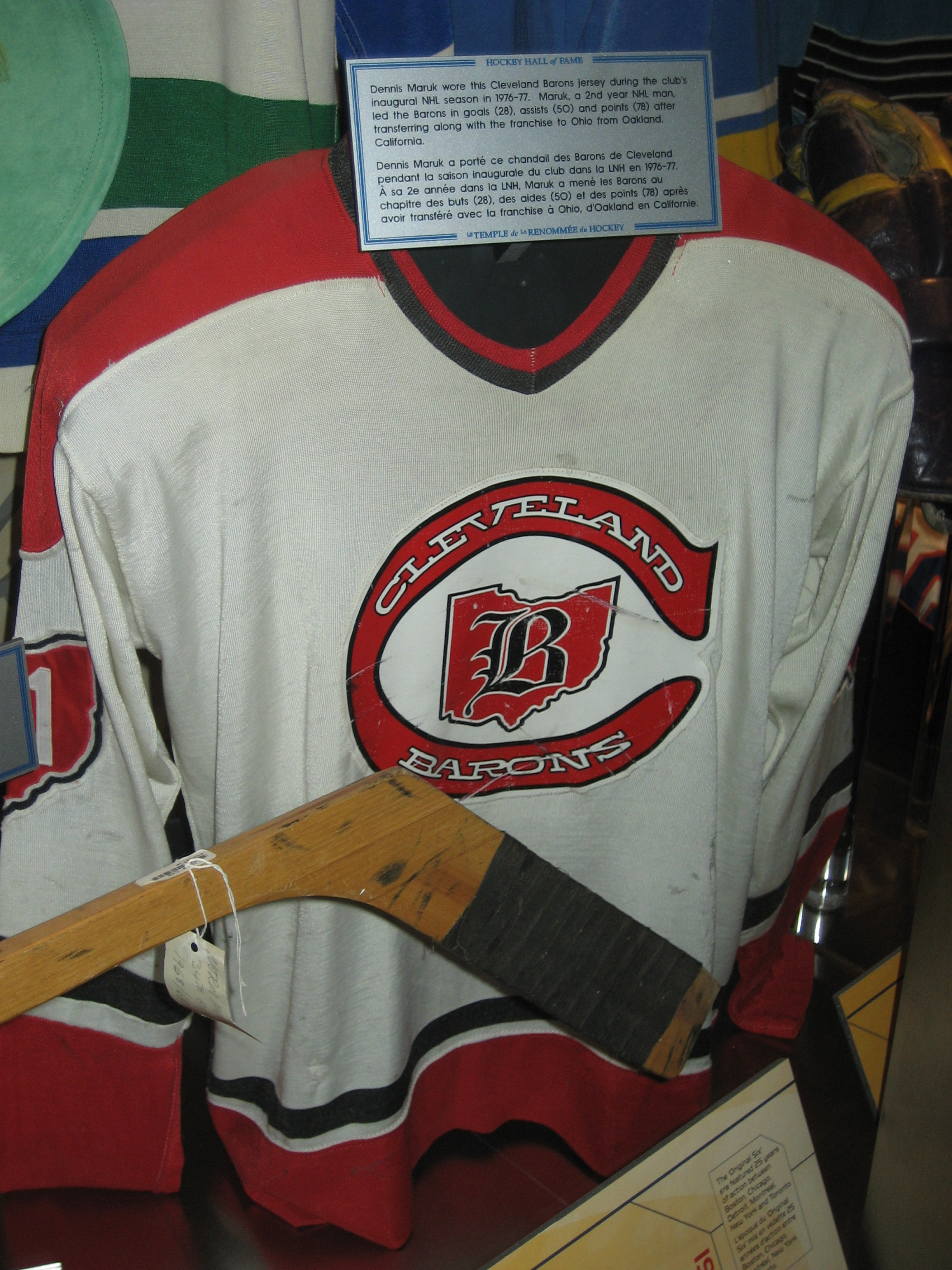
Heimtrikot der Barons, ausgestellt in der Hockey Hall of Fame.

Ursprünglich wurde das Team in Kalifornien gegründet und spielte vor seinem Umzug in Oakland als California Golden Seals. Als Cleveland Barons spielte das Team im Richfield Coliseum im Clevelander Vorort Richfield. Das Coliseum war für die Cleveland Crusaders in der World Hockey Association gebaut worden und hatte zu dieser Zeit die größte Zuschauerkapazität in der NHL. Der Umzug nach Cleveland erfolgte sehr schnell, nachdem ein Deal für den Bau einer neuen Arena in San Francisco nach der Wahl eines neuen Bürgermeisters gescheitert war. Aufgrund der Schnelle des Umzugs blieb kaum Zeit, das neue Team zu bewerben und zu vermarkten, weshalb das Team von Anfang an unter geringem Zuschauerzuspruch und sportlicher Erfolglosigkeit litt. Oft kamen weniger als 5300 Zuschauer. Dadurch häufte das Franchise schnell Verluste von 2,4 Millionen $ an. Spieler und Mitarbeiter konnten oft nicht rechtzeitig bezahlt werden.
Nach zwei Spielzeiten fusionierten die Barons mit den Minnesota North Stars. Die Brüder George und Gordon Gund, die Besitzer der Barons, wurden nun Besitzer der North Stars. Die Cleveland Barons waren das letzte Team in den vier großen nordamerikanischen Sport-Profiligen (NFL, MLB, NBA, NHL), das den Spielbetrieb einstellte. Insgesamt gelangen dem Team 47 Siege, 89 Niederlagen und 26 Unentschieden.

1991 wollten die Gunds die North Stars in die Bay Area verlegen, doch die NHL legte ihr Veto ein. Man erlaubte aber, quasi als Trennung der Verbindung von North Stars und Barons, dass einige Spieler aus Minnesota sich den neugegründeten San Jose Sharks anschlossen.

## Saisonstatistik
Abkürzungen: GP = Spiele, W = Siege, L = Niederlagen, T = Unentschieden, OTL = Niederlagen nach Overtime, SOL = Niederlagen nach Shootout, Pts = Punkte, GF = Erzielte Tore, GA = Gegentore, PIM = Strafminuten
| Saison  | GP  | W  | L  | T  | OTL | SOL | Pts | GF  | GA  | PIM  | Platz              | Playoffs                |
| 1976/77 | 80  | 25 | 42 | 13 | —   | —   | 63  | 240 | 292 | 1011 | 4., Adams Division | nicht qualifiziert      |
| 1977/78 | 80  | 22 | 45 | 13 | —   | —   | 57  | 230 | 325 | 1010 | 4., Adams Division | nicht qualifiziert      |
| Gesamt  | 160 | 47 | 87 | 26 | —   | —   | 120 | 470 | 617 | 2021 |                    | keine Playoff-Teilnahme |